# Sergio Morabito
Pour les articles homonymes, voir Morabito.
Sergio Morabito, né en 1963 à Francfort-sur-le-Main, est un metteur en scène d'opéra allemand d'ascendance italienne.

## Carrière
Sergio Morabito poursuit des études d'arts du théâtre à Giessen et fait des travaux de mise en scène pendant ses études à l'Opéra de Francfort sous la direction de Ruth Berghaus. Il travaille ensuite au Théâtre Thalia de Hambourg, et de 1993 à 2006 à l'Opéra de Stuttgart. Il est directeur de production, régisseur et collabore aux mises en scènes de personnalité telles que Margarethe von Trotta, Ruth Berghaus, Christof Nel, Joachim Schlömer, Christian Spuck, etc. Il commence sa collaboration avec Jossi Wieler en 1993. Il réalise notamment avec lui à Stuttgart les mises en scènes de La clemenza di Tito, L'Italienne à Alger, Alcina, L'incoronazione di Poppea, Siegfried, Don Carlos, La Norma, Moses und Aron et Una cosa rara. En 1999-2000, il réalise Macbeth de Verdi au théâtre de Bâle. Il est invité avec Wieler en 2005 au Nouvel Opéra de Moscou.
Sa mise en scène de l'opéra Ariadne auf Naxos fait date en 2001 au festival de Salzbourg. Il remporte des prix avec ses mises en scène du Doktor Faust de Ferruccio Busoni à San Francisco et Stuttgart qui est nommée Aufführung des Jahres en 2005. En 2007, il remporte le premier prix du Deutscher Theaterpreis pour le Doktor Faust de Busoni et en 2006 le Aufführung des Jahres pour l'opéra de Gluck, Alceste, à Stuttgart.
Il est l'auteur de nombreuses publications sur la mise en scène.

## Source
- (de) Cet article est partiellement ou en totalité issu de l’article de Wikipédia en allemand intitulé « Sergio Morabito » (voir la liste des auteurs).